# Tenuibiotus tenuiformis
Espèce
Synonymes
- Macrobiotus tenuiformis Tumanov, 2007

Tenuibiotus tenuiformis est une espèce de tardigrades de la famille des Macrobiotidae.

## Distribution
Cette espèce est endémique du Kirghizistan.

## Publication originale
- Tumanov, 2007 : Three new species of Macrobiotus (Eutardigrada, Macrobiotidae, tenuis-group) from Tien Shan (Kirghizia) and Spitsbergen. Proceedings of the Tenth International Symposium on Tardigrada, Journal of Limnology, vol. 66, Suppl. 1, p. 40-48.